# SN 2010kn
SN 2010kn – supernowa typu Ia odkryta 2 grudnia 2010 roku w galaktyce A115017+4357. W momencie odkrycia miała maksymalną jasność 18,50m.